# Парвин Етесами
Парвин Етесами (перс. پروین اعتصامی; Табриз, 16. март 1907 – Ком, 5. април 1941), је иранска песникиња која је писала на персијском језику. Према наводима Алија Акбара Дех`ходе, њено право име било је Рахшанде (персијски: رخشنده‎‎).

## Биографија
Парвин Етесами је рођена 1907. године у Табризу. Њен отац био је Мирза Јусуф Етесами Аштијани (Етесам ал-Молк), а њен деда Мирза Ибрахим Хан Мостафави Етесам-ал-Молк. Он је био пореклом из Аштијана, али се преселио у Табриз где је као део каџарске администрације постављен да врши конторлу финансија у провинцији Азербејџан.
Парвин је била мала, када се њена породица преселила у Техеран. Поред формалног образовања које је стицала од оца, како је то био обичај, он ју је подучавао и арапски језик, којим је солидно овладала, као и класичну персијску књижевност.
Потом је похађала Амерички женски колеџ у Техерану. Године 1924. је матурирала у америчкој женској средњој школи Иран Бетхел. Након тога, извесно време је у тој школи и предавала.
Са двора Пахлавија је 1926. године добила позив да подучава шахову жену, али је ту понуду одбила.
Године 1934. удала се за рођака свога оца и преселила у Керманшах. Тај брак је потрајао само десет недеља након чега се она вратила у Техеран.
Током неколико месеци 1938—1939. године радила је у библиотеци Високе школе у Техерану (Danesh-Saraay-e 'Aali), данас Универзитету Тарбиат Моалем (Педагошка академија). Њен отац је умро 1938. године, а Парвин је преминула само три године након њега. Сахрањена је поред свог оца у Кому.

## Дело
Парвин је имала седам или осам година када је почела да показује свој песнички таленат. На наговор свог оца препевала је нека књижевна дела која је он превео из западних извора. Неке од првих њених песама су објављене 1921—22. године у персијском часопису Бахар (Пролеће). Прво издање њеног Дивана (збирке поезије) које се састојало од 156 песама објављено је 1935. године. Увод за ово дело написао је чувени песник и научни радник Мухамед Таги Бахар. Друго издање Дивана, које је уредио Парвинин брат АбулФатх Етесами, издато је недуго после њене смрти 1941. године. Ово издање садржало је укупно 5606 дистиха подељених у 209 песама различитих књижевних врста као што су месневија (римовани дистих), касида (ода), газел (љубавна поезија), кет`а (строфичнна песма) и друге песничке форме.
За време свог кратког животног века, Парвин Етесами је успела да стекне велику славу међу Иранцима. Њена поезија по својој врсти и структури следи класичну персијску традицију. Модернистички трендови у персијској поезији нису остватили утицаја на њу, или их је можда она игнорисала. Њен Диван садржи око 42 ненасловљене касиде и кет`е (строфична песма). Ове песме прате дидактички и филозофски стил Санаија и Насера Хосроа. Неколико касида пак показују утицај песника Манучехрија, нарочито када је реч о описима природе. Диван такође садржи и известан број газела.
Према мишљењу професора Хешмата Моајада, њена песма Safar-e ashk (Пут сузе) убраја се међу најлепше стихове персијске поезије икада написане. 
Поетска врста која је у највећој мери заступљена у Дивану Парвин Етесами је моназара (дебата). У овој форми она је написала 65 песама и 75 анегдота, Басни и алегорија. Према мишљењу професора Хешмата Моајада: „Парвин је писала о мушкарцу и жени који потичу из различитих друштвених слојева, разним животињама, птицама, цвећу, дрвећу, космичким и природним елементима, стварима из свакодневног живота, апстрактним концептима, а све то оличава и симболизује њено богатство идеја. Кроз ове песме она другима држи огледало како би им показала злоупотребе друштва и њихов неуспех у моралним обавезама. Исто тако, у овим врстама дебата она елоквентно изражава своје основне мисли о животу и смрти, друштвеној правди, етици, образовању и врховној важности знања.“

## Превод на српском језику
Избор из дела ове најзначајније персијске песникиње из прве половине 20. века, која формом и садржајем следи класичну традицију и на чије стваралаштво модернистичке тенденције нису оставиле готово никавог трага преведен је и на српски језик. Ову збирку песама у којој се говори о љубави као јединој алтернативи поезији и темељу човековог стваралаштва превела је Зорана Јанковић, а објавио Културни Центра Исламске Републике Ирана у Београду 2011. године под називом: Парвин Етесами - Звезда поетског неба персијске књижевности.